# Henk van der Pols
Henk van der Pols (Rotterdam, 28 april 1923 – aldaar, 18 april 2020) was een Nederlands politicus. Van 1967 tot 1970 was hij lid van de gemeenteraad van Rotterdam. In 1970 trad hij aan als wethouder, een functie die hij zestien jaar (tot 1986) vervulde. 

## Biografie
Van der Pols was een jongen van Zuid, geboren in Charlois. Op Zuid werd hij in de jaren 1940 ook politiek actief bij de Partij van de Arbeid. Als eerste bij de jongerenafdeling De Nieuwe Koers, afdeling Rotterdam Zuid. Daar leerde hij ook zijn latere vrouw kennen, Hendrika Knöps. Uit hun huwelijk in 1954 is hun zoon Franklin Titus geboren. Henk van der Pols werkte als administrateur bij Van Nievelt, Goudriaan & Co’s Scheepvaart Mij. Naast de politiek was Van der Pols actief in de vakbeweging.  
Van der Pols werd wethouder in een roerige periode (1970-1974) waarin de oude generatie bestuurders met Thomassen als burgemeester botste met de opkomst van Nieuw Links. Van der Pols fungeerde in zekere zin als brugfiguur tussen beide kampen. In de zestien jaren van het wethouderschap had hij verschillende portefeuilles. Van Sport & Recreatie tot Wijkaangelegenheden waar hij ook zorgde voor de oprichting van de deelgemeenten in Rotterdam, tot aan de portefeuille Haven en Economie.

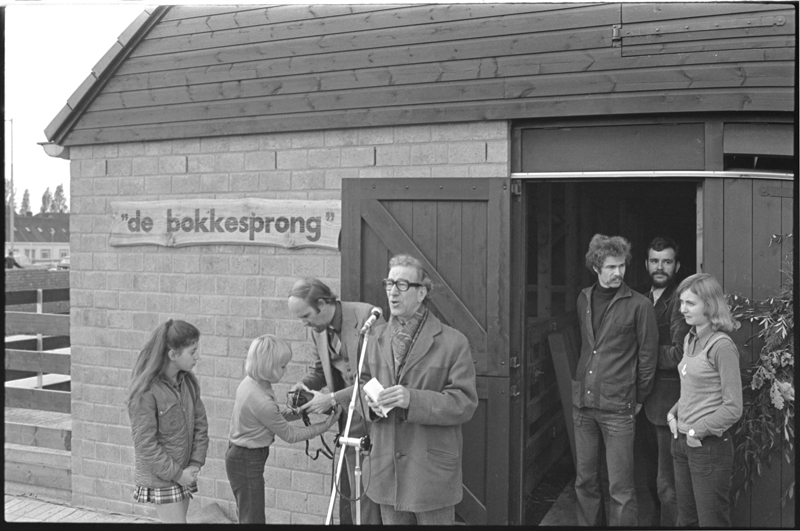
Henk van der Pols aan de slag als wethouder van Sport & Recreatie bij de officieuze opening van een kinderboerderij in 1973

Na zijn actieve politieke loopbaan bleef Van der Pols actief in comités en herdenkingen rond het bombardement van Rotterdam en de verschrikkingen van de oorlog. Dit was ook vanwege zijn eigen ervaringen met de Razzia van Rotterdam en deportatie naar Duitsland.
Van der Pols overleed op 96-jarige leeftijd, tien dagen voordat hij 97 zou zijn geworden.